# Beloit Corporation
Beloit Corporation era un'industria statunitense fondata nel 1858 a Beloit nello stato del Wisconsin. All'inizio si trattava solo di una fonderia, ma successivamente l'azienda si dedicò alla produzione di macchinari per il trattamento della carta. Per la maggior parte della sua esistenza, la ditta ha avuto il nome di Beloits Iron Work, che divenne poi semplicemente Beloit Corporation nel 1962. Nel 2000 la società fece bancarotta.

## Storia
All'inizio l'azienda offriva una varietà di macchine da carta e prodotti connessi in ferro. Il nome commerciale era quello dei suoi fondatori, Merill e Houston Iron Work.
Negli anni 1897 e 1900 la società esportava le sue prime macchine da carta in Giappone ed in Cina rispettivamente.
Nel 1957 Beloit investe in Italia acquistando gli stabilimenti in Pinerolo delle Officine Meccaniche Poccardi Pinerolo, che dal 1938 fabbrica macchinari per l'industria cartiera.
Nasce così Beloit Italia S.p.a., interamente controllata dalla casa madre statunitense. Fino al 2000, l'85% della produzione di questa azienda viene esportata in tutto il mondo.
Nel corso degli ultimi due decenni della sua storia, la casa madre si è limitata alla produzione macchinari per la lavorazione della carta e di prodotti connessi, nell'America del Nord.
Nel 2000 Beloit Corporation ha fatto bancarotta e parti di essa sono state comprate da Metso ed in essa incorporate. La filiale italiana, Beloit Italia, è stata acquistata dal Gruppo Nugo.

## Acquisizioni

### Metso
Metso Paper acquisì diverse parti della società americana, dopo il suo fallimento:
- La divisione di manutenzione / rivestimento dei rotoli
- Il servizio post-vendita
- Brevetti e marchi registrati

### Nugo Group
Dopo la bancarotta, l'imprenditore Romano Nugo, che aveva già mostrato interesse per la filiale italiana della Beloit Corporation, con sede a Pinerolo, l'acquistò. Essa produceva gran parte dei progetti della Beloit Corporation in Europa. L'azienda prese così il nome di PMT Italia (Paper Machinery Technology).
| Controllo di autorità | VIAF (EN) 268581672 · LCCN (EN) n85066652 |